# Novigrad Podravski
Novigrad Podravski (maďarsky Kamarcsa) je sídlo a správní středisko stejnojmenné opčiny v Chorvatsku v Koprivnicko-križevecké župě. Nachází se asi 7 km severozápadně od Đurđevace a asi 12 km jihovýchodně od Koprivnice. V roce 2011 žilo v Novigradu Podravském 1 914 obyvatel, v celé opčině pak 2 872 obyvatel
Součástí opčiny je celkem 7 trvale obydlených vesnic.
- Borovljani – 237 obyvatel
- Delovi – 250 obyvatel
- Javorovac – 75 obyvatel
- Novigrad Podravski – 1 914 obyvatel
- Plavšinac – 140 obyvatel
- Srdinac – 18 obyvatel
- Vlaislav – 238 obyvatel

Novigradem Podravským prochází silnice D2 a župní silnice Ž2150 a Ž2182.